# Mikael Andersson
Mikael Andersson (Malmö, 21 agosto 1978) è un ex calciatore svedese, di ruolo centrocampista.

## Carriera

### Club
Andersson giocò nel Malmö, prima di trasferirsi all'Hammarby. Fu poi ingaggiato dai norvegesi del Sandefjord, per cui esordì nell'Eliteserien il 9 aprile 2006, nel pareggio a reti inviolate contro lo Stabæk. Nel 2008 tornò in Svezia, all'Enköping.